# ディスコ・ミュージシャンの一覧
ディスコ・ミュージシャンの一覧（ディスコ・ミュージシャンのいちらん）では、1970年代から80年代のディスコ・ミュージシャンを中心に五十音順に掲載する。
ジャズ音楽家の一覧、ロックミュージシャンの一覧などは、#音楽関連の一覧を参照。

## ミュージシャン一覧

### あ行
- アース・ウィンド・アンド・ファイアー
- アニタ・ウォード[1]
- ABBA
- アマンダ・レア[2]
- アラベスク
- アリシア・ブリッジズ（英語版）[注 1]
- アンドレア・トゥルー・コネクション[注 2]
- ヴァン・マッコイ[3]
- ヴィッキー・スー・ロビンソン[注 3]
- ヴィレッジ・ピープル[注 4]
- エイミー・スチュワート[注 5]
- N-トランス
- エミリー・スター・エクスプロージョン[注 6]
- L.A.スタイル

### か行
- カイリー・ミノーグ
- カルチャー・ビート
- キャロル・ダグラス[注 7]
- クラウディア・バリー[注 8]
- クインシー・ジョーンズ[注 9]
- グレース・ジョーンズ
- グロリア・ゲイナー
- ゲイリー・トムズ・エンパイア

### さ行
- サード・ワールド
- シスター・スレッジ[4]
- シック
- シニータ
- ジャクソン5
- ジャクソンズ
- シルヴァー・コンベンション
- シルヴェスター
- ジンギスカン
- スリー・ディグリーズ

### た行
- ダイアナ・ロス
- チャカ・カーン
- 2アンリミテッド
- T99
- D.D.サウンド（＝ラ・ビオンダ、イタリア）[5]
- デッド・オア・アライブ
- ドナ・サマー[6]

### な行
- ノーランズ

### は行
- バカラ[注 10]
- パトリック・ヘルナンデス
- バナナラマ
- バリー・ホワイト
- バンザイ（フランス）[注 11]
- ピーチズ&ハーブ[7]
- ヒート・ウェイヴ（グループ）
- ファースト・チョイス
- フォクシー
- ホット・ブラッド“ソウル・ドラキュラ”(1976)
- ボーイズ・タウン・ギャング

### ま行
- マイケル・ゼイガー・バンド
- マイケル・ジャクソン
- マキシン・ナイチンゲール[注 12]
- メルバ・ムーア

### ら行
- ラヴ・アンリミテッド・オーケストラ
- ロリータ・ハロウェイ

### わ行
- YMO
- ワイルド・チェリー

## 音楽関連の一覧
- ジャズ音楽家の一覧
- ジャズ・ボーカリスト一覧
- ロックミュージシャンの一覧
- ギタリストの一覧
- ベーシストの一覧
- ドラマーの一覧